# Nyköpings BIS
Nyköpings BIS ist ein schwedischer Fußballverein aus Nyköping. Der Klub, der 1966 aus der Fusion von Nyköpings AIK und Nyköpings SK entstand, sowie der Vorgängerverein Nyköpings AIK spielten mehrere Jahre zweitklassig.

## Geschichte

### Vorgängervereine
Während der Nyköpings BK ab 1930 in der dritten Liga antrat, spielte der lokale Konkurrent Nyköpings AIK zunächst unterklassig. Nyköpings BK etablierte sich dabei im vorderen Ligabereich und verpasste den Aufstieg mehrfach nur knapp. 1938 änderte Nyköpings BK seinen Namen in Nyköpings SK. Im selben Jahr schaffte der Lokalrivale den Sprung in die Drittklassigkeit und überflügelte den umbenannten Klub in den folgenden Jahren. Bereits im folgenden Jahr gelang AIK mit dem fünften Tabellenplatz eine bessere Platzierung gegenüber SK, der sich nur aufgrund des besseren Torquotienten vor den Abstiegsplätzen platzierte. Am Ende der Spielzeit 1940/41 trennten sich die Wege der Klubs, als der SK in die Viertklassigkeit abstieg.
Als Staffelsieger der Division 3 Mellansvenskan Norra qualifizierte sich Nyköpings AIK 1942 für die Aufstiegsspiele zur zweiten Liga, in denen Husqvarna IF bezwungen wurde. Der Liganeuling verpasste in seiner ersten Zweitligaspielzeit mit zwei Punkten Rückstand hinter Finspångs AIK und Åtvidabergs FF als Tabellendritter den Sprung in die Aufstiegsspiele zur Allsvenskan. Bereits in der folgenden Spielzeit rutschte der Klub in den Abstiegskampf, konnte aber zunächst vor Finspångs AIK und Västerås SK die Klasse halten. 1945 stieg der Klub nach nur einem Saisonsieg gemeinsam mit IF Verdandi wieder ab, ehe im Folgejahr der Absturz in die Viertklassigkeit folgte. Hier hielt sich der Klub bis auf ein einjähriges Intermezzo in der Drittklassigkeit in der Spielzeit 1953/54 in den folgenden Jahren, wobei es wieder zu Lokarderby mit Nyköpings SK kam.
1960 schaffte Nyköpings AIK erneut den Sprung in die Drittklassigkeit. In der Division 3 Nordöstra Götaland etablierte sich die Mannschaft in der vorderen Ligahälfte und schaffte am Ende der Spielzeit 1963 den Staffelsieg. Parallel stieg der Nyköpings SK, der im Vorjahr dem Lokalrivalen in die dritte Liga gefolgt war, direkt wieder ab. Der erneute Aufenthalt des AIK in der zweiten Liga währte nur eine Spielzeit. Nach dem Abstieg verpasste der Klub mit einem fünften Tabellenplatz den sofortigen Wiederaufstieg.

### Nach der Fusion
Am 1. Januar 1966 schlossen sich der Drittligist Nyköpings AIK und der Viertligist Nyköpings SK unter dem Namen Nyköpings BIS zusammen. Der Fusionsverein, der den Startplatz von Nyköpings AIK in der Division 3 Nordöstra Götaland  geerbt hatte, etablierte sich im vorderen Ligabereich. 1970 gelang der Mannschaft vor BK Derby der Staffelsieg und damit der Aufstieg in die zweite Liga. Hier belegte sie in den folgenden Jahren Plätze im vorderen Mittelfeld. 1977 rutschte der Klub kurzzeitig in den Abstiegskampf, als lediglich das bessere Torverhältnis gegenüber dem punktgleichen Konkurrenten IK Sleipner zum Klassenerhalt verhalf. Bereits in der folgenden Spielzeit erreichte die Mannschaft mit dem Belegen des dritten Platzes hinter IFK Sundsvall und IK Brage beste Ergebnis der Vereinsgeschichte. Der Erfolg währte nur kurz, am Ende der Spielzeit 1980 stieg der Verein gemeinsam mit IFK Kristianstad und Kalmar AIK in die dritte Liga ab.
In den ersten beiden Jahren in der Drittklassigkeit kam Nyköpings BIS nicht über Mittelfeldplätze hinaus. Am Ende der Spielzeit 1983 gelang als Staffelsieger der Division 3 Östra Svealand der Einzug in die Aufstiegsrunde zur zweiten Liga in der durch zwei Siege gegen Falu BS der Wiederaufstieg bewerkstelligt wurde. Dort erwies sich das Spielniveau als zu hoch, mit zwei Saisonsiegen folgte als Tabellenletzter der direkte Wiederabstieg. Als Tabellenzweite hinter Spårvägens GoIF verpasste man die erneute Wiederkehr und etablierte sich in den folgenden Jahren im ersten Tabellendrittel der dritten Liga.
1993 verpasste Nyköpings BIS in der Herbstmeisterschaft den Klassenerhalt, stieg jedoch 1994 wieder auf. Dort spielte der Klub gegen den Abstieg, der zunächst mehrfach erst in der Relegation vermieden wurde, jedoch 1998 hingenommen werden musste. Zur Spielzeit 2001 gelang der erneute Wiederaufstieg, dem jedoch der direkte Abstieg folgte. Wiederum dauerte es zwei Jahre bis zum erneuten Aufstieg und dieses Mal gelang zunächst der Klassenerhalt, ehe die Mannschaft 2005 Opfer einer Ligareform wurde. In den folgenden Jahren hielt sie sich in der viertklassigen Division 2 in der oberen Tabellenhälfte. 2012 gewann der Klub mit zehn Punkten Vorsprung auf Carlstad United BK seine Viertligastaffel und stieg in die drittklassige Division 1 Norra auf.